# 工業所有権審議会
工業所有権審議会（こうぎょうしょゆうけんしんぎかい）は、経済産業省特許庁が所管する審議会である。

## 概要
経済産業省組織令第144条を設置根拠とする審議会であり、組織などの詳細は工業所有権審議会令で規定されている。
特許法第85条に基づき、特許庁長官から発明が不実施である場合の通常実施権の設定の裁定についての意見の聴取を受けるとともに、弁理士法の規定に基づき弁理士試験の実施をはじめとする弁理士業務に関する諸事を所掌する。なお、弁理士制度については、本審議会ではなく、産業構造審議会知的財産分科会弁理士制度小委員会が所管している。

## 沿革
旧工業所有権審議会は、1966年（昭和41年）7月1日の「審議会等の整理に関する法律」の施行によって、特許発明実施審議会と工業所有権制度改正審議会が統合して発足した。
現在の工業所有権審議会は、中央省庁再編によって、審議会が基本的政策型審議会と法施行型審議会とに整理合理化されたことに伴い、2001年（平成13年）1月6日に法施行型審議会として設置された。
現工業所有権審議会への再編にあたっては、旧工業所有権審議会の産業財産権に関する政策審議機能を産業構造審議会に新たに設けられた知的財産政策部会に移管する一方、現在の裁定及び弁理士業務に関する機能を残すとともに、従来、弁理士審査会が行っていた弁理士試験及び弁理士の懲戒に関する事務を統合している。なお、弁理士審査会は、現工業所有権審議会の発足に伴い廃止されている。

## 部会
- 発明実施部会
- 弁理士審査分科会
  - 試験部会
  - 試験制度部会
  - 特定侵害訴訟代理業務試験部会
  - 特定侵害訴訟代理業務試験制度部会
  - 懲戒部会[6]

## 委員
- 蘆立順美 - 東北大学教授
- 岩坪哲 - 弁護士・弁理士
- 及川耕造 - 公益社団法人発明協会参与
- 神林恵美子 - 弁理士
- 高倉成男 - 明治大学教授
- 中野哲弘 - 日本大学大学院法務研究科教授
- 日覺昭廣 - 東レ株式会社代表取締役社長
- 林いづみ - 弁護士
- 深井俊至 - 弁護士・弁理士
- 南孝一 - 一般社団法人日本国際知的財産保護協会理事長[6]